# Espace Mittelland
L'Espace Mittelland, ou Moyen-Pays est une grande région de la Suisse. Selon la classification de l'Office fédéral de la statistique, elle comprend les cantons de Berne, Fribourg, Jura, Neuchâtel et Soleure, c'est-à-dire seulement une partie du Mittelland géographique ainsi que les régions ne faisant pas partie de ce dernier, comme l'Oberland bernois.[réf. nécessaire]
L'organisation du même nom a été dissoute fin 2009. L'association regroupait les cantons de Berne, Fribourg, Soleure, Neuchâtel, Jura, Vaud et Valais. Selon ses propres déclarations, l'organisation n'a pas atteint les objectifs qu'elle s'était fixés. De plus, le financement ne pouvait pas être soutenu plus largement.[réf. nécessaire]
Mittelland (« moyen-pays ») est le nom allemand du plateau suisse.

## Source
- Office fédéral du développement territorial et Office fédéral de la statistique, « Les sept grandes régions de la Suisse - La Suisse dans le système européen des régions », sur admin.ch, 18 mai 1999